# メスキルヒ
メスキルヒ(Meßkirch)は、ドイツ南部バーデン＝ヴュルテンベルク州の、標高約600mに位置する市。人口8,203人（2014年12月末現在）。
作曲家コンラディン・クロイツァーと、哲学者マルティン・ハイデッガーの生誕した地である。

## 姉妹都市

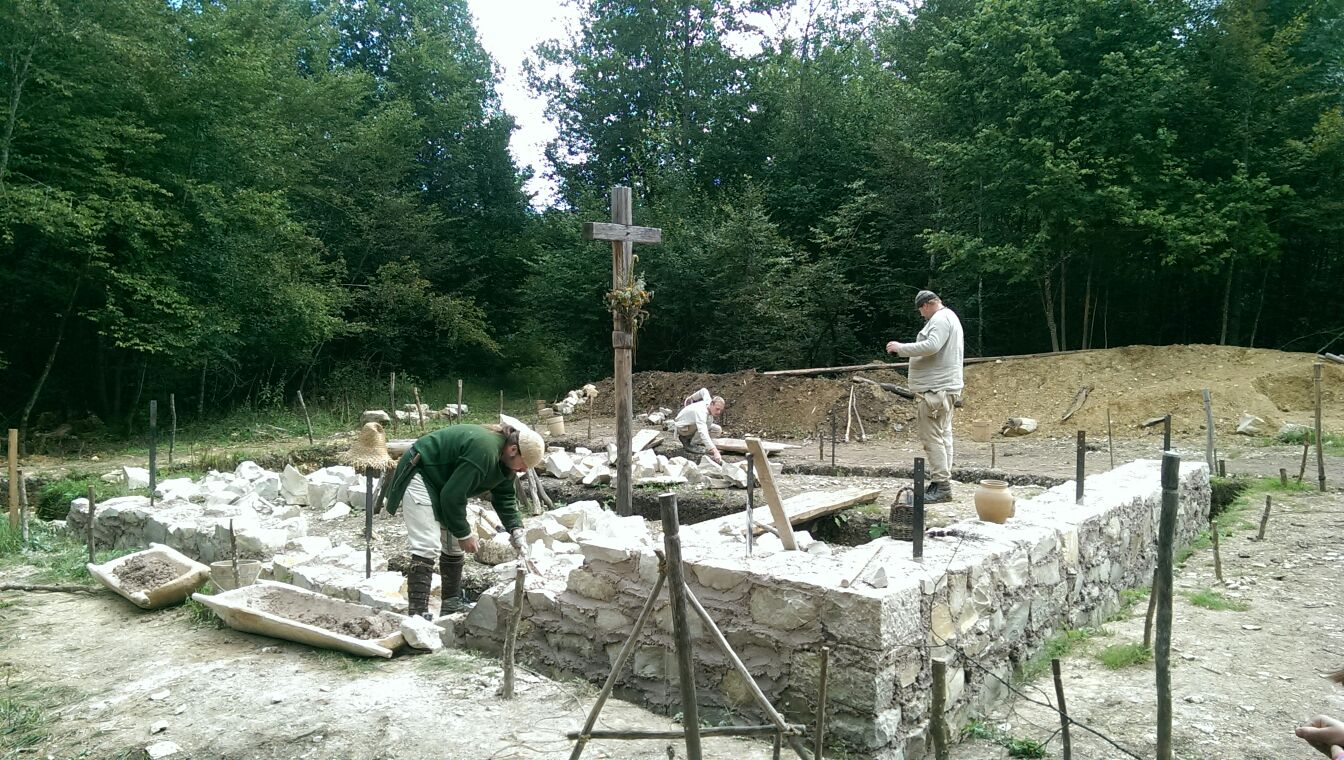
Campus Galli 2014 (en)

- かほく市（日本） - 西田幾多郎生誕地

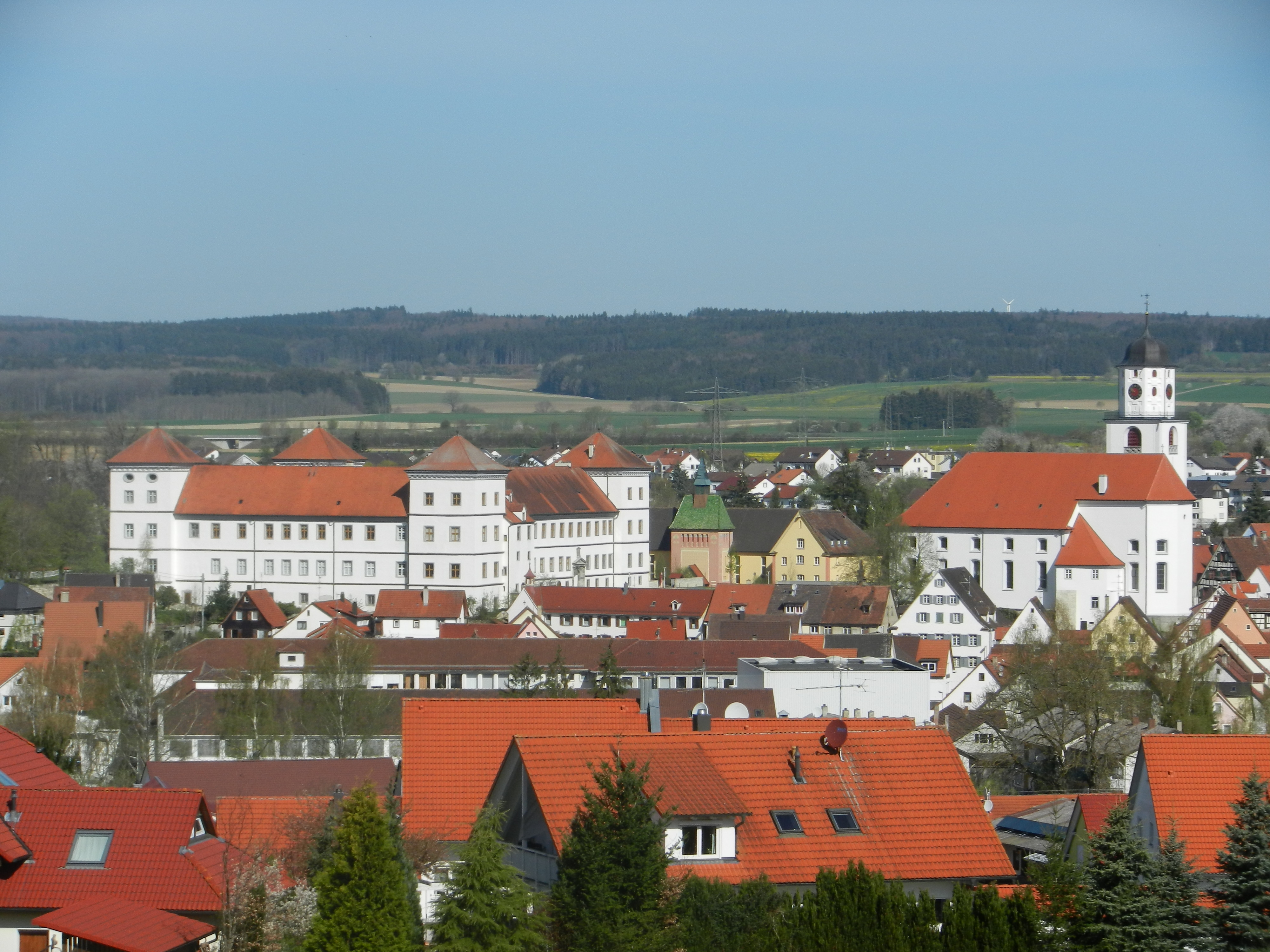